# کسنیا جورجا آسنتسا
کِـسنیا جورجا آسنتسا (آلمانی: Xenia Georgia Assenza؛ ‏ ۱۵ دسامبر ۱۹۹۰) بازیگر اهل آلمان است.
از فیلم‌هایی که وی در آن‌ها نقش داشته‌است، می‌توان به اغواگری – دختر عجیب، دسته پنجم و دره تاریک اشاره نمود.